# Pachylocerus sulcatus
Pachylocerus sulcatus är en skalbaggsart som beskrevs av Brongniart 1892. Pachylocerus sulcatus ingår i släktet Pachylocerus och familjen långhorningar.
Artens utbredningsområde är:
- Bangladesh.
- Laos.
- Myanmar.

Inga underarter finns listade i Catalogue of Life.